# جونگ هیونگ دون
جونگ هیونگ دون (کره‌ای: 정형돈؛ زادهٔ ۱۵ مارس ۱۹۷۸) کمدین و مجری تلویزیونی اهل کره جنوبی است.